# Richard Shepard
Richard Shepard (New York, 1965) è un regista, sceneggiatore, produttore cinematografico e produttore televisivo statunitense.
Regista di film come The Matador e The Hunting Party, nel 2007 ha ricevuto un Directors Guild of America Award e un Emmy Award per la regia dell'episodio pilota di Ugly Betty.

## Filmografia

### Regista

#### Cinema
- Cool Blue (1988)
- The Linguini Incident (1991)
- Tutto per mia figlia (Mercy) (1995)
- Oxygen (1999)
- Mexico City (2000)
- The Matador (2005)
- The Hunting Party (2007)
- I Knew It Was You – documentario (2009)
- Dom Hemingway (2013)
- The Perfection (2018)

#### Televisione
- Piccoli delitti tra amici (Class Warfare) – film  TV (2001)
- Criminal Minds – serie TV, 2 episodi (2005-2010)
- Lo straordinario Natale di Zoey – film TV (2021)

### Sceneggiatore
- Cool Blue, regia di Richard Shepard (1988)
- The Linguini Incident, regia di Richard Shepard (1991)
- Tutto per mia figlia (Mercy), regia di Richard Shepard (1995)
- Party fatale (Below Utopia), regia di Kurt Voß (1997)
- Oxygen, regia di Richard Shepard (1999)
- Mexico City, regia di Richard Shepard (2000)
- The Matador, regia di Richard Shepard (2005)
- The Hunting Party, regia di Richard Shepard (2007)
- Dom Hemingway, regia di Richard Shepard (2013)